# Église de Sääksmäki
L'église de Sääksmäki   (en finnois : Sääksmäen kirkko) est une église médiévale en pierre construite à Sääksmäki dans la municipalité de Valkeakoski en Finlande,,,.

## L'église
A proximité immédiate du pont de Sääksmäki s'élève la magnifique colline fortifiée de Rapola, au pied de laquelle se trouve l'ancienne église en pierre de Sääksmäki, construite entre 1480 et 1510, probablement vers 1500. 
Au Moyen Âge, l'église est connue pour avoir abrité de précieuses sculptures de saints, dont deux subsistent aujourd'hui : Saint Olaf, sculpté par un artisan local au début du XIVe siècle, et Saint Jacques sculptée dans les années 1490. 
L'église, qui a été agrandie au milieu du XIXe siècle, a brûlé le jour de Pâques, le 1er avril 1929. 
De même, le sommet en bois du clocher construit en 1766 a été détruit. 
On a pu sauver de l'incendie: le retable peint par Robert Wilhelm Ekman en 1848, les objets de communion et les vieux textiles.
Après l'incendie, l'église a été reconstruite en 1932-1933 selon le plan de l'architecte Kauno Sankari Kallio. 
Les vaisseaux latéraux ont été démolis et l'église a été restaurée dans sa taille médiévale d'origine.
Les peintures des voûtes et les peintures murales de l'église, reconstruite , sont l'œuvre de Kalle Carlstedt.

## Classement
La direction des musées de Finlande a classé la zone de Sääksmäki-Tarttila parmi les sites culturels construits d'intérêt national en Finlande.